# Pikóalakúak
A pikóalakúak (Gasterosteiformes) a csontos halak (Osteichthyes) főosztályának sugarasúszójú halak (Actinopterygii) osztályába tartozó rend.

## Rendszerezés
A rendbe az alábbi 2 alrend és 11 család tartozik

### Gasterosteoidei
- Hypoptychidae
- csövescsőrűfélék (Aulorhynchidae)
- pikófélék (Gasterosteidae)
- Indostomidae

### Syngnathoidei
- szárnyas csikóhalak (Pegasidae)
- tömlősszájúhal-félék (Solenostomidae)
- tűhalfélék (Syngnathidae)
- trombitahalfélék (Aulostomidae)
- pipaszárhalfélék (Fistulariidae)
- Macroramphosidae
- szalonkahal-félék (Centriscidae)